# GRTS2
gRTS2 — это кросс-платформенная открытая однопользовательская стратегия в реальном времени выпущенная в 2013 году объединением gTeam.

## Название
gRTS2 имеет цифру "2" в названии из-за того, что несколько ранее gTeam уже занималась разработкой другой стратегии gRTS, но процесс разработки был остановлен.

## Сюжет
Действие происходит в 1942-м году, когда используя технологии древних ариев, нацистские учёные создают множество сверхтехнологичных машин, таких как плазмотанки, летающие тарелки. Советский союз отвечает повсеместным введением Тесла-технологии и разрешением использования напалма против Немецких захвадчиков. Также к/б Рожкова создает ШВХ-8 — шагающий вездеход с мощным вооружением и высокой дальностью стрельбы. Антигитлеровская коалиция активно развивает лазерные пушки и рельсотроны для борьбы с захватчиками. Игрок может выбрать в компании игру за любую из трех сторон: Альянс, Германию или СССР.

## Процесс игры
Разработчики открыто позиционируют игру как клон Command and Conquer и Total Annihilation. Графика в игре псевдотрехмерная (Бронетехника и некоторые здания трехмерные, пехота, здания и окружения - тайловые) и реализована на стандартных возможностях Java. Советский союз, Германия и Антигитлеровская коалиция обладают одинаковым набором зданий, но разной техникой и пехотой. Советские войска имеют преимущество в дешевизне, немецкие - в прочности и огневой мощи, а войска альянса - в дальности и больших тактических возможностях.